# Himerin 2
Beta-himerin je protein koji je kod ljudi kodiran CHN2 genom.
Ovaj gen je član himerinske familije i kodira protein s forbol-estar/DAG-tippom zinkovog prsta, Rho-GAP domenom i SH2 domenom. Ovaj protein ima GTPazno aktivirajuće proteinsko dejstvo koje je regulisano vezivanjem fosfolipida. Vezivanje diacilglicerola (DAG) indukuje translokaciju proteina iz citozola u membranu Goldžijevog aparata. 

## Literatura
- Yuan S, Miller DW, Barnett GH,  . (1995). „Identification and characterization of human beta 2-chimaerin: association with malignant transformation in astrocytoma”. Cancer Res. 55 (15): 3456—61. PMID 7614486.
- Caloca MJ, Fernandez N, Lewin NE,  . (1997). „Beta2-chimaerin is a high affinity receptor for the phorbol ester tumor promoters”. J. Biol. Chem. 272 (42): 26488—96. PMID 9334226. doi:10.1074/jbc.272.42.26488.
- Caloca MJ, Garcia-Bermejo ML, Blumberg PM,  . (1999). „beta2-chimaerin is a novel target for diacylglycerol: binding properties and changes in subcellular localization mediated by ligand binding to its C1 domain”. Proc. Natl. Acad. Sci. U.S.A. 96 (21): 11854—9. PMC 18376 . PMID 10518540. doi:10.1073/pnas.96.21.11854.
- Caloca MJ, Wang H, Delemos A,  . (2001). „Phorbol esters and related analogs regulate the subcellular localization of beta 2-chimaerin, a non-protein kinase C phorbol ester receptor”. J. Biol. Chem. 276 (21): 18303—12. PMID 11278894. doi:10.1074/jbc.M011368200.
- Wang H, Kazanietz MG (2002). „Chimaerins, novel non-protein kinase C phorbol ester receptors, associate with Tmp21-I (p23): evidence for a novel anchoring mechanism involving the chimaerin C1 domain”. J. Biol. Chem. 277 (6): 4541—50. PMID 11689559. doi:10.1074/jbc.M107150200.
- Strausberg RL, Feingold EA, Grouse LH,  . (2003). „Generation and initial analysis of more than 15,000 full-length human and mouse cDNA sequences”. Proc. Natl. Acad. Sci. U.S.A. 99 (26): 16899—903. PMC 139241 . PMID 12477932. doi:10.1073/pnas.242603899.
- Scherer SW, Cheung J, MacDonald JR,  . (2003). „Human chromosome 7: DNA sequence and biology”. Science. 300 (5620): 767—72. PMC 2882961 . PMID 12690205. doi:10.1126/science.1083423.
- Nishiu M, Yanagawa R, Nakatsuka S,  . (2003). „Microarray analysis of gene-expression profiles in diffuse large B-cell lymphoma: identification of genes related to disease progression”. Jpn. J. Cancer Res. 93 (8): 894—901. PMID 12716467. doi:10.1111/j.1349-7006.2002.tb01335.x.
- Hillier LW, Fulton RS, Fulton LA,  . (2003). „The DNA sequence of human chromosome 7”. Nature. 424 (6945): 157—64. PMID 12853948. doi:10.1038/nature01782.
- Caloca MJ, Wang H, Kazanietz MG (2004). „Characterization of the Rac-GAP (Rac-GTPase-activating protein) activity of beta2-chimaerin, a 'non-protein kinase C' phorbol ester receptor”. Biochem. J. 375 (Pt 2): 313—21. PMC 1223697 . PMID 12877655. doi:10.1042/BJ20030727.
- Ota T, Suzuki Y, Nishikawa T,  . (2004). „Complete sequencing and characterization of 21,243 full-length human cDNAs”. Nat. Genet. 36 (1): 40—5. PMID 14702039. doi:10.1038/ng1285.
- Gerhard DS, Wagner L, Feingold EA,  . (2004). „The status, quality, and expansion of the NIH full-length cDNA project: the Mammalian Gene Collection (MGC)”. Genome Res. 14 (10B): 2121—7. PMC 528928 . PMID 15489334. doi:10.1101/gr.2596504.
- Canagarajah B, Leskow FC, Ho JY,  . (2004). „Structural mechanism for lipid activation of the Rac-specific GAP, beta2-chimaerin”. Cell. 119 (3): 407—18. PMID 15507211. doi:10.1016/j.cell.2004.10.012.
- Hashimoto R, Yoshida M, Kunugi H,  . (2005). „A missense polymorphism (H204R) of a Rho GTPase-activating protein, the chimerin 2 gene, is associated with schizophrenia in men”. Schizophrenia Research. 73 (2–3): 383—5. PMID 15653288. doi:10.1016/j.schres.2004.01.017.
- Barrios-Rodiles M, Brown KR, Ozdamar B,  . (2005). „High-throughput mapping of a dynamic signaling network in mammalian cells”. Science. 307 (5715): 1621—5. PMID 15761153. doi:10.1126/science.1105776.
- Yang C, Liu Y, Leskow FC,  . (2005). „Rac-GAP-dependent inhibition of breast cancer cell proliferation by {beta}2-chimerin.”. J. Biol. Chem. 280 (26): 24363—70. PMID 15863513. doi:10.1074/jbc.M411629200.
- Kimura K, Wakamatsu A, Suzuki Y,  . (2006). „Diversification of transcriptional modulation: large-scale identification and characterization of putative alternative promoters of human genes”. Genome Res. 16 (1): 55—65. PMC 1356129 . PMID 16344560. doi:10.1101/gr.4039406.
- Siliceo M, García-Bernal D, Carrasco S,  . (2006). „Beta2-chimaerin provides a diacylglycerol-dependent mechanism for regulation of adhesion and chemotaxis of T cells”. J. Cell. Sci. 119 (Pt 1): 141—52. PMID 16352660. doi:10.1242/jcs.02722.
- Yang C, Liu Y, Lemmon MA, Kazanietz MG (2006). „Essential role for Rac in heregulin beta1 mitogenic signaling: a mechanism that involves epidermal growth factor receptor and is independent of ErbB4”. Mol. Cell. Biol. 26 (3): 831—42. PMC 1347034 . PMID 16428439. doi:10.1128/MCB.26.3.831-842.2006.